# Burushaski
Burushaski er et isolat som tales af omtrent 112000 mennesker i det nordligste Pakistan. Sprogets grammatik skelner der systematisk mellem fire nominalklasser: hankøn, hunkøn, dyr samt "håndgribelige ting" og en kategori for andet.